# Горная геометрия
Горная геометрия — раздел горной науки. Предмет горной геометрии — графическое изображение формы залежей и свойств полезных ископаемых в недрах, методы подсчета и учета движения запасов и методы решения геометрических задач, связанных с проведением горных выработок. Вопросы горной геометрии рассматривались в разных курсах геологоразведочного, маркшейдерского и горного циклов. В 1920-е гг. выделилась в самостоятельную дисциплину. Важным в горной геометрии является понятие об угле простирания (простирание) и об угле падения (падение). Простирание и падение определяют положение залежей в недрах (ориентировку относительно стран света или координатных осей и наклон относительно горизонтальной плоскости). Применительно к правильным пластовым залежам элементы залегания находятся весьма просто. В случае, когда пласты горных пород полезного ископаемого оказываются деформированными в складки, части пластов оторваны и смещены, горная геометрия разрабатывает способы определения элементов складчатых форм и способы отыскания смещенных частей пластов. Выяснение и изображение на чертеже совокупности форм и свойств залежи полезных ископаемых составляют задачу одного из разделов горной геометрии. При невозможности непосредственных измерений горная геометрия дает способы косвенных определений. Горная геометрия пользуется методами геометрии, математической статистики и теории вероятностей.